# 六連 (海防艦)
六連（むつれ）は日本海軍の海防艦。
普遍的には択捉型海防艦の5番艦とされている。海軍省が定めた公式類別では占守型海防艦の9番艦。艦名山口県にある六連島にちなむ。
大阪鉄工所桜島工場において建造され1943年（昭和18年）7月31日に竣工し、8月15日付で第二海上護衛隊に編入された。船団護衛に従事中の同年9月2日、トラック泊地近海で米潜水艦スナッパーの雷撃により沈没。太平洋戦争中、最初に沈没した海防艦。

## 艦歴
マル急計画の海防艦甲、第310号艦型の5番艦、仮称艦名第314号艦として計画。1942年（昭和17年）7月25日、大阪鉄工所桜島工場で起工。1943年（昭和18年）3月5日、六連と命名される。占守型海防艦の9番艦に定められた。本籍を呉鎮守府と仮定。4月10日進水。6月28日、艤装員事務所が日立造船桜島造船所内に設置され事務を開始。7月31日、竣工。艤装員事務所を撤去。
本籍を呉鎮守府に、役務を呉鎮守府警備海防艦に、それぞれ定められる。同日付で呉防備戦隊に編入される。軍隊区分において呉海上防備部隊に配置。
8月15日、海防艦対馬と六連は呉防備戦隊（呉海上防備部隊）からのぞかれた。
同日付で対馬は南西方面艦隊隷下の第一海上護衛隊に、六連は第四艦隊隷下の第二海上護衛隊に編入された。軍隊区分内南洋方面部隊護衛部隊に配置。
8月中旬、六連は給糧艦伊良湖の呉～横須賀回航を護衛するよう命じられた。8月14日、呉を出発する。16日、横須賀に到着した。
21日、六連は3821甲船団（興津丸、山福丸）を護衛して横須賀発。攻撃を受けることなく30日、トラック着。
9月2日、六連と駆逐艦雷（第6駆逐隊）は4902船団（6隻）を護衛してトラックを出発した。同日午後、ルクティ島沖北緯8度40分 東経151度31分 / 北緯8.667度 東経151.517度の地点でアメリカ潜水艦スナッパーと交戦する。13時56分、六連は距離2000ｍに潜望鏡を発見、艦首をむけて速力16ノットに増速した。14時1分、艦首方向にスナッパーから発射された魚雷2本が迫り、六連は取舵で回避を試みた。だが六連の右舷前甲板部と後部機械室に各1本命中し、艦首は切断、機械室は大火災となった。14時13分、横転して沈没した。沈没の際、後甲板の爆雷が爆発して多数の乗組員を巻き添えにする。雷に116名が救助されたが、46名が戦死した。
11月1日、六連は占守型海防艦から削除され、帝国海防艦籍から除かれた。六連の艦名は海上自衛隊の掃海艇「むつれ」に引き継がれた。
なお、六連は日本海軍が太平洋戦争で喪失した最初の海防艦であり、竣工日から沈没日までの日数（34日間）は、海防艦中2番目に短命だった。

## 艦長
艤装員長
1. 富所幸太郎 中佐：1943年6月25日 - 1943年7月31日

海防艦長
1. 富所幸太郎 中佐：1943年7月31日 - 1943年9月16日